# 六順山
六順山為臺灣中央山脈主脊中央的高山，在百岳中排名第99，官方最新測量標高為3,009公尺，設有森林三角點補寺(11)、三等衛星點UP17。位於南投縣信義鄉地利村與花蓮縣萬榮鄉萬榮村、明利村之間，為中央山脈主稜南半段最北邊第一座超過3000公尺高的山峰，距離北半段最南邊最後一座超過3000公尺高的安東軍山直線距離約17公里、走稜線約20多公里，北邊約3公里處有著名的高山湖泊七彩湖，為該區域的著名百岳，視野廣闊。1971年為慶祝開國一甲子，採南北兩隊進行中央山脈大縱走，於中央山脈中央七彩湖會師。南隊邢天正、丁同三、沈送來、王天定等人在1971年6月26日（民國60年）登頂南段最北端最後一座超過三千公尺高、上有基點當時地圖上尚未命名的山頭，以當天日期有兩個六，取「六六大順」之意，命名為「六順山」。在大縱走結束後，邢天正建議將六順山加入林文安草擬的台灣百岳，林文安幾經考慮將原選定在鈴鳴、閂山間的人待山刪除後始告定案，成為最後選定的百岳。六順山的標高在1970年代選拔百岳當時的舊測量有超過3,000公尺高：日治1907年《五萬分一蕃地地形圖》標示10250（日尺，合約3,106公尺），戰後1956年《聯勤版五萬分一地形圖》（俗稱「老五萬」）標示3106（公尺）。從1985年《二萬五千分一經建版地形圖（第一版）》之後標示2999，成為百岳名峰之中唯二高度未及3,000公尺者（另一座為鹿山）。在2013年《國土測繪中心基本地形圖》以後及OSM的最新標高為3,009公尺，又重回標高超過3000公尺的行列。

## 外部連結
- 亞馬遜高山接駁 （页面存档备份，存于） 內容有六順山路線的活動剪影